# Håkan Samuelsson
Håkan Samuelsson, född 19 mars 1951 i Motala, är en svensk företagsledare. Han var VD för Volvo Cars AB från oktober 2012 till mars 2022 och utnämndes återigen till VD den 1 april 2025. 

## Biografi

### Lastbilsbranschen
Håkan Samuelsson anställdes efter civilingenjörsexamen på Kungliga Tekniska högskolan i dåvarande Saab-Scania i Södertälje och avancerade så småningom via olika chefspositioner, bland annat som teknisk direktör för Sydamerika-anläggningarna med placering i São Paulo, till vice koncernchef och teknisk direktör i Scania.
Efter att ha lämnat Scania var Samuelsson VD för MAN:s största dotterbolag MAN Nutzfahrzeuge AG, som tillverkar MAN:s lastbilar och bussar. Den 1 januari 2005 tillträdde han befattningen som koncernchef för hela industrikoncernen MAN AG i München.
Under 2006 och 2007 blev Samuelsson uppmärksammad för sitt försök att ta över Scania och slå samman det med MAN. Efter att Scanias huvudaktieägare Investor och Volkswagen AG avvisat budet lades fusionsplanerna tills vidare på is, men våren 2008 sålde Investor sina Scania-aktier till MAN:s huvudägare Volkswagen och därmed blev fusionsplanerna åter aktuella. 
Efter en mutskandal krävde Volkswagen-koncernens ägare Samuelsson personligen på 2 miljoner kronor i skadestånd. Schismen med Volkswagens styrelseordförande Ferdinand Piëch ledde till att Samuelsson lämnade chefsposten i MAN med omedelbar verkan i november 2009.

### Personbilsbranschen
Håkan Samuelsson var i början av januari 2010 en av personerna i en gruppering som lagt bud på att köpa Saab Automobile från amerikanska General Motors. Den affären blev inte av.
Sedan januari 2008 är Håkan Samuelsson invald i Siemens styrelse och från augusti 2010 ledamot i styrelsen för Volvo Personvagnar, som ägs av kinesiska Geely Automobile. Samuelsson är även styrelseordförande i ett av Europas största färjerederier, tysk-danska Scandlines.
Sedan oktober 2012 är Håkan Samuelsson VD för Volvo Personvagnar AB. Han efterträdde då Stefan Jacoby, som några veckor innan hade drabbats av en stroke. 2016 utsågs han även till styrelseledamot i Volvo Personvagnars tidigare moderbolag AB Volvo. I februari 2018 lämnade han styrelsen för lastbilstillverkaren Volvo Lastvagnar, men samma månad sparkades han ut från Volvo Lastvagnars styrelse..
Samuelsson efterträds som VD för Volvo Cars den 21 mars 2022 av Jim Rowan. Efter Rowans avgång den 31 mars 2025 utnämns Håkan Samuelsson återigen till VD och koncernchef för Volvo Cars, med tillträde den 1 april 2025. Samuelsson kommer att tjänstgöra som VD i två år, medan styrelsen förbereder en permanent efterträdare.